# SN 2009es
SN 2009es – supernowa typu II-P odkryta 24 maja 2009 roku w galaktyce IC1525. W momencie odkrycia miała maksymalną jasność 17,70m.